# 新城 (塞爾希培州)
10°19′12″S 36°34′44″W / 10.32000°S 36.57889°W
新城（葡萄牙語：Neópolis）是巴西的城鎮，位於該國東北部，由塞爾希培州負責管轄，始建於1679年10月18日，面積259平方公里，海拔高度30米，2013年人口18,964，人口密度每平方公里73.13人。